# Oscar Fraulo
Oscar Luigi Fraulo (6 december 2003, Odense) is een Deens-Italiaans voetballer die onder contract staat bij Borussia Mönchengladbach en gedurende het seizoen 2023/24 op huurbasis uitkomt voor FC Utrecht. Fraulo  groeide op in Odense. Zijn vader is van Italiaanse komaf.

## Clubcarrière
Fraulo begon met voetballen bij Odense KS, waarna hij naar de jeugdopleiding van FC Midtjylland vertrok. Op zeventienjarige leeftijd maakte hij zijn profdebuut in de derde voorronde van de UEFA Champions League 2021/22. Die wedstrijd werd op 10 augustus 2021 met 0–1 verloren. Op 24 juni 2022 tekende Fraulo een contract tot medio 2026 bij het Duitse Borussia Mönchengladbach, uitkomend in de Bundesliga. Die club verhuurde hem eind augustus 2023 een seizoen aan FC Utrecht. In de uitleenovereenkomst was eveneens een optie tot koop opgenomen. Op 22 oktober 2023 maakte hij tegen Ajax vlak voor het einde van de wedstrijd de winnende 4–3.

## Clubstatistieken

### Beloften
| Seizoen         | Club                        | Competitie        | Competitie | Competitie |
| Seizoen         | Club                        | Competitie        | Wed.       | Dlp.       |
| --------------- | --------------------------- | ----------------- | ---------- | ---------- |
| 2019/20         | FC Midtjylland II           | Reserveligaen     | 1          | 0          |
| 2021/22         | FC Midtjylland II           | Reserveligaen     | 6          | 2          |
| 2022/23         | Borussia Mönchengladbach II | Regionalliga West | 17         | 1          |
| 2023/24         | Borussia Mönchengladbach II | Regionalliga West | 1          | 0          |
| Carrière totaal | Carrière totaal             | Carrière totaal   | 25         | 3          |

### Senioren
| Seizoen                       | Club                     | Competitie      | Competitie | Competitie | Beker | Beker | Overig | Overig | Totaal | Totaal |
| Seizoen                       | Club                     | Competitie      | Wed.       | Dlp.       | Wed.  | Dlp.  | Wed.   | Dlp.   | Wed.   | Dlp.   |
| ----------------------------- | ------------------------ | --------------- | ---------- | ---------- | ----- | ----- | ------ | ------ | ------ | ------ |
| 2021/22                       | FC Midtjylland           | Superligaen     | 1          | 0          | 2     | 0     | 1      | 0      | 4      | 0      |
| 2022/23                       | Borussia Mönchengladbach | Bundesliga      | 2          | 0          | 0     | 0     | –      | –      | 2      | 0      |
| 2023/24                       | → FC Utrecht             | Eredivisie      | 9          | 2          | 1     | 1     | –      | –      | 10     | 2      |
| Carrière totaal               | Carrière totaal          | Carrière totaal | 12         | 2          | 3     | 1     | 1      | 0      | 16     | 2      |
| Bijgewerkt op 5 november 2023 |                          |                 |            |            |       |       |        |        |        |        |

## Interlandcarrière
Fraulo speelde voor het Denemarken onder 16, Denemarken onder 17, Denemarken onder 19 en Denemarken onder 20 alvorens hij november 2022 voor het eerst meespeelde met Denemarken onder 21.

## Erelijst
| Deense voetbalbeker | 1x | 2021/22 |